# Macrothamniella pilosula
Macrothamniella pilosula är en bladmossart som beskrevs av Fleischer 1923. Macrothamniella pilosula ingår i släktet Macrothamniella och familjen Hypnaceae. Inga underarter finns listade i Catalogue of Life.